# CoRoT-7 d
CoRoT-7 d, è un pianeta extrasolare, non ancora definitivamente confermato, che orbita intorno alla stella CoRoT-7, chiamata anche TYC 4799-1733-1, nella costellazione dell'Unicorno ad una distanza di circa 489 anni luce dalla Terra.

## Caratteristiche
Studi sulla velocità radiale di CoRoT-7 e degli spettri dei 2 pianeti più interni identificati, CoRoT-7 b e CoRoT-7 c, indicherebbero la presenza di un terzo pianeta, con massa compresa tra le 16,5 e le 19,5 masse terrestri, orbitante a 0,08 U.A. dalla stella madre e con un periodo orbitale di circa 9 giorni
Essendo l'età della stella stimata in 1,5 miliardi di anni, si pensa che l'età di CoRoT-7 d possa essere compresa tra 500 milioni e un miliardo di anni.